# Odds ratio
L’odds ratio (OR), également appelé rapport des chances, rapport de chances, rapport des cotes ou risque relatif rapproché, est une mesure statistique, souvent utilisée en épidémiologie, exprimant le degré de dépendance entre des variables aléatoires qualitatives. Il est utilisé en inférence bayésienne et en régression logistique, et permet de mesurer l'effet d'un facteur.

## Définition
L’odds ratio se définit comme le rapport de la cote d'un événement arrivant à un groupe A d'individus, par exemple une maladie, avec celle du même événement arrivant à un groupe B d'individus. Les cotes sont à entendre comme celle d'un cheval de course dans un grand prix : un cheval à 3 contre 1 a une chance sur 4 de gagner.
L’odds ratio est proche du risque relatif lorsque le nombre d’événements est faible. En d'autres termes, si {\displaystyle p} est petit alors {\textstyle p/(1-p)} est à peu près égal à {\displaystyle p}.
Si {\displaystyle p} est la probabilité qu'un événement arrive dans le groupe A, et {\displaystyle q} est celle qu’il arrive dans un groupe B, alors le rapport des cotes est :
{\displaystyle {\frac {p/(1-p)}{q/(1-q)}}={\frac {p(1-q)}{q(1-p)}}}
L’odds ratio est toujours supérieur ou égal à zéro.

## Interprétation
Un odds ratio :
- < 1 signifie que l'événement est moins fréquent dans le groupe A que dans le groupe B ;
- = 1 signifie que l'événement est aussi fréquent dans les deux groupes ;
- > 1 signifie que l'événement est plus fréquent dans le groupe A que dans le groupe B.

## Exemple
Considérons l'exemple factice suivant. Soit A un échantillon de 100 individus avec des chapeaux bleus ayant bu au moins un verre de vin la semaine en cours, 90 en ont bu également la semaine précédente. Soit B un échantillon de 100 individus avec des chapeaux orange ayant bu au moins un verre de vin la semaine en cours, 20 en ont bu également la semaine précédente. L'odds ratio A/B est donc de 36:
{\displaystyle {0.9/0.1 \over 0.2/0.8}={\frac {\;0.9\times 0.8\;}{\;0.1\times 0.2\;}}={0.72 \over 0.02}=36}
Cela montre que la consommation hebdomadaire d’alcool est 36 fois plus cotée à l’intérieur du groupe A qu’à l’intérieur du groupe B.

## Régression logistique
On utilise souvent en régression logistique le logarithme de l'odds ratio, plutôt sous la forme d'une différence des logits des probabilités des groupes à comparer, en remarquant que :
{\displaystyle \ln \left({\frac {p}{1-p}}\times {\frac {1-q}{q}}\right)=\ln \left({\frac {p}{1-p}}\right)-\ln \left({\frac {q}{1-q}}\right)}